# Jules Renard
Pierre-Jules Renard (Châlons-du-Maine, Mayenne, 22 de febrero de 1864-París, 22 de mayo de 1910) fue un escritor, poeta, dramaturgo, crítico literario y de teatro francés. Fue miembro de la Academia Goncourt y uno de los fundadores del Mercure de France.
Fue autor de novelas y cuentos en donde destaca como agudo observador de las costumbres y el carácter de los seres humanos.

## Biografía
Nació el 22 de febrero de 1864, hijo de François Renard y Anna-Rose Colin, en Châlons-du-Maine, Mayenne, Francia, lugar donde trabajaba su padre en la construcción del ferrocarril. Creció en Chitry-les-Mines, Nièvre, y tuvo tres hermanos mayores: Amélie (nacida en 1858), que murió a temprana edad; Amélie (nacida en 1859), y Maurice (nacido en 1862).
Su infancia se caracterizó por ser difícil y triste («un grand silence roux» o «un gran silencio rubicundo»). A pesar de haber decidido no asistir a la prestigiosa Escuela Normal Superior (École Normale Supérieure), desarrolló un amor por la literatura, el cual finalmente dominaría su vida. Entre 1885 y 1886 realizó el servicio militar en Bourges.
El 28 de abril de 1888, contrajo matrimonio con Marie Morneau. Él y su esposa vivieron en la rue du Rocher, Num. 44, en París. Fue ahí donde empezó a asistir a cafés literarios y a contribuir en los periódicos parisinos. Entre sus amigos asiduos estaban Alfred Capus y Lucien Guitry. Escribió poemas, cuentos, obras de teatro y novelas, entre las que destaca su famoso Pelo de zanahoria (Poil de carotte). Siendo candidato socialista, Renard fue elegido alcalde (maire) de Chitry les Mines el 15 de mayo de 1904 y se hizo miembro de la Academia Goncourt en octubre de 1907, gracias a Octave Mirbeau. Murió de arterioesclerosis en París el 22 de mayo de 1910.

## Obras
Algunas de las obras de Jules Renard se inspiran en la campiña de la región de Nièvre. Sus personajes son irónicos y algunas veces crueles, llegando inclusive en sus Historias naturales (Histoires naturelles) a humanizar animales y embrutecer a los hombres. Era partidario del pacifismo y del anticlericalismo. Ha dejado una obra apreciada por su sencillez y por su sinceridad.
En su prólogo a Total de greguerías (1955), Ramón Gómez de la Serna citó a parte de la obra de Renard, entre otros autores, como antecedente de sus greguerías.

### Novela
- Crimen de pueblo (Crime de village, 1888)
- Sonrisas agarradas (Sourires pincés, 1890)
- El parásito (L'écornifleur, 1892)
- La linterna sorda (La lanterne sourde, 1893)
- Pamplinas (Coquecigrues, 1893)
- Dos fábulas sin moral (Deux fables sans morale, 1893)
- El mujeriego (Le coureur de filles, 1894)
- Historias naturales (Histoires naturelles, 1894)
- Pelo de zanahoria (Poil de carotte, 1894)
- El viñador en su viña (Le vigneron dans sa vigne, 1894)
- La amante (La maîtresse, 1896)
- Bucólicas (Bucoliques, 1898)
- Les Philippe (1907)
- Patria (Patrie, 1907)
- Mots d'écrit (1908)
- Ragotte (1909)
- Nuestros hermanos feroces (Nos frères farouches, 1909)
- Causeries (1910)
- El ojo claro (L'œil clair, 1913)
- Les Cloportes (1919)

### Teatro
- La demanda (La demande, 1895)
- El placer de partir (Le plaisir de rompre, 1897)
- El pan casero (Le pain de ménage, 1898)
- Pelo de zanahoria (Poil de Carotte, 1900)
- El señor Vernet (Monsieur Vernet, 1903)
- La fanática (La bigote, 1909)
- Ocho días en el campo (Huit jours à la campagne, 1912)

### Diario
- Diario, 1887-1910 (Journal, 1887-1910, 1925, póstumo): Testimonio de la vida literaria de su época.[1]